# Cerion (plaats)
Cerion is een plaats in de gemeente Višnjan in de Kroatische provincie Istrië. De plaats telt 46 inwoners (2001).